# Campionat del món d'escacs de 2005 (FIDE)
El Campionat del món d'escacs de la FIDE de 2005 fou un torneig a doble volta, organitzat sota els auspicis de la Federació Internacional d'Escacs, que es va celebrar a San Luis, a l'Argentina, del 27 de setembre al 16 d'octubre de 2005. El torneig se celebrava amb l'objectiu de determinar el campió de la FIDE que s'hauria d'enfrontar posteriorment contra Vladímir Kràmnik, campió del món "clàssic" per disputar el matx de reunificació del títol el 2006, per acabar amb el cisma dels escacs. El torneig el guanyà en Vesselín Topàlov amb 10 punts sobre 14.

## Participants
Els vuit jugadors seleccionats per participar-hi estaven entre els més forts del món en aquell moment. La FIDE hi convidà els quatre finalistes en el darrer campionat mundial de la FIDE i en el darrer campionat mundial "clàssic" i completà la llista mitjançant la selecció dels jugadors amb millor mitjana d'Elo a les llistes de la FIDE de juliol de 2004, i de gener de 2005. Dos jugadors van rebutjar la invitació: Garri Kaspàrov, ja retirat dels escacs de competició, i Vladímir Kràmnik, que declarà que volia aplicar l'acord amb la FIDE per a la reunificació dels campionats del món jugant un matx contra guanyador del torneig de San Luis.

### Viswanathan Anand
Amb 2788 punts, Viswanathan Anand tenia l'Elo més alt de tots els participants. L'indi, de 38 anys, ja havia estat campió del món el 2000 i el 2005 es trobava entre els favorits. Es va classificar per al torneig mercès a la mitjana d'Elo entre les llistes de juliol de 2004 i gener de 2005. El seu segon fou el danès Peter Heine Nielsen.

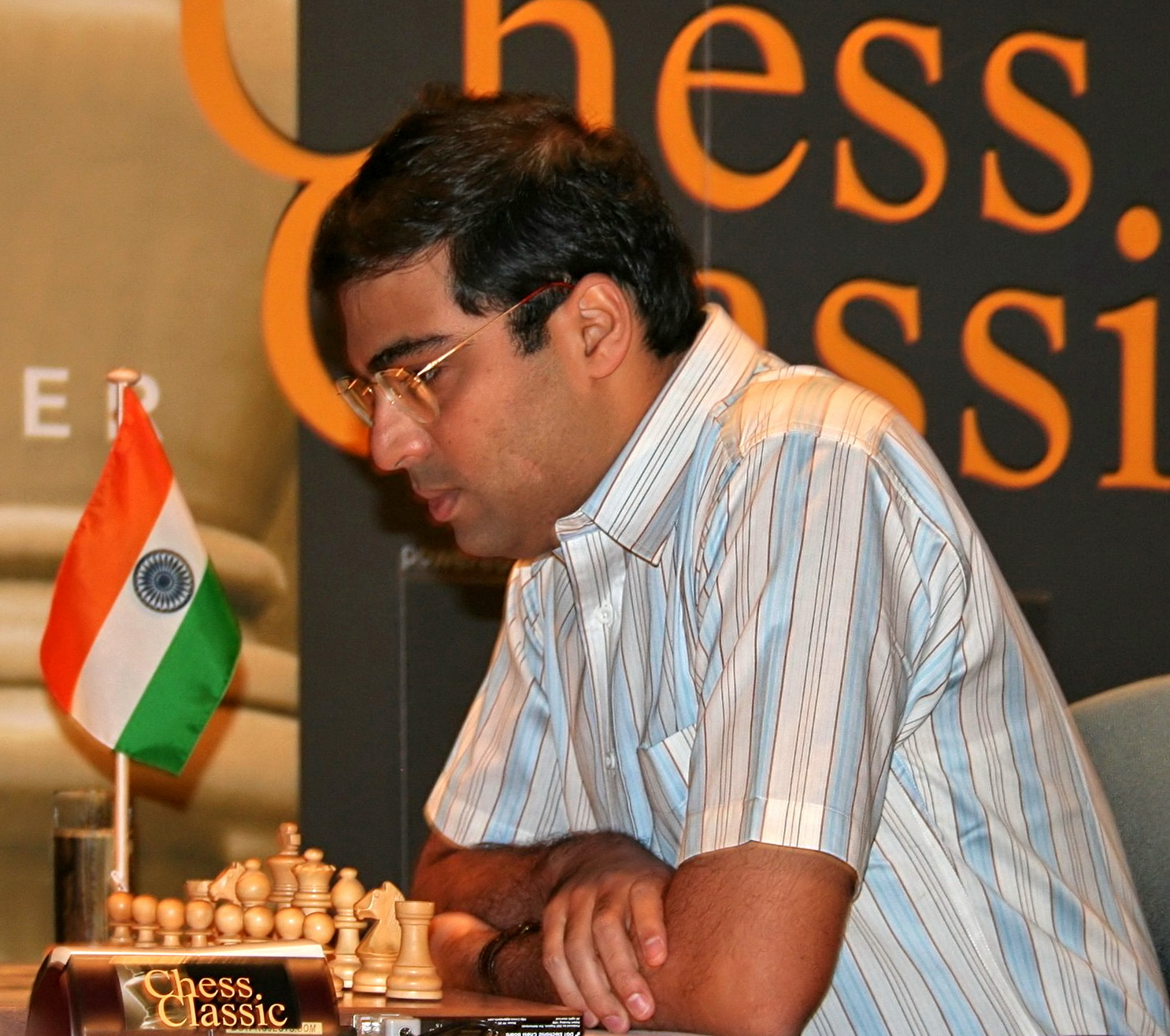
Viswanathan Anand
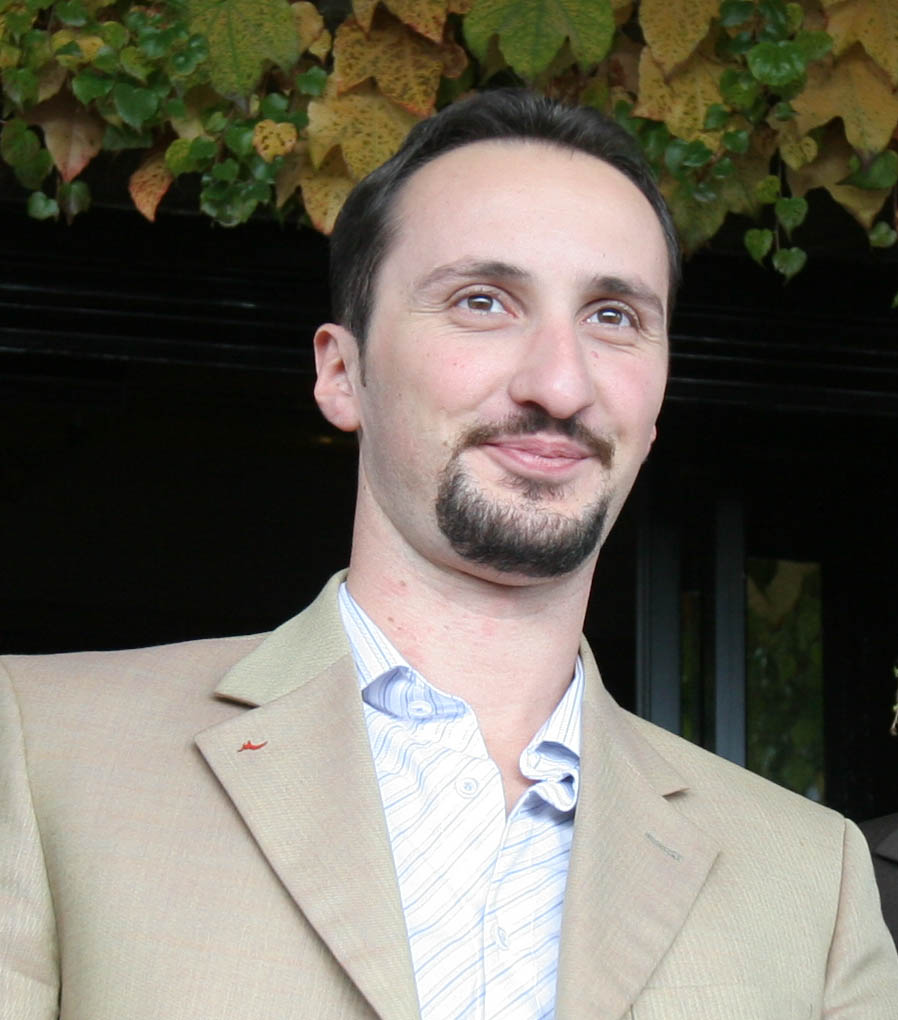
Vesselín Topàlov

### Vesselín Topàlov
El búlgar Vesselín Topàlov, de 30 anys, se situava tot just rere Anand a la classificació d'Elo, amb 2782 punts, i es va classificar per al torneig, com Anand, mercès a la mitjana d'Elo entre les llistes de juliol de 2004 i gener de 2005. El seu any 2005 va ser excel·lent, amb grans actuacions, entre les quals cal destacar la victòria en els torneigs de super-elit Ciudad de Linares i Mtel de Sofia. Els seus segons, tots dos búlgars, foren Ivan Txeparínov i el seu mànager Silvio Dainalov.

### Péter Lékó
Péter Lékó, hongarès de 26 anys, tenia un Elo de 2751, havia tingut (el 1994) el rècord de persona més jove en assolir el títol de Gran Mestre d'escacs als 14 anys, 4 mesos, i 22 dies. Es va classificar per al torneig en tant que contrincant de Vladímir Kràmnik durant el Campionat del món "clàssic" de 2004. El seu segon fou el seu sogre, l'armeni Arxak Petrossian.

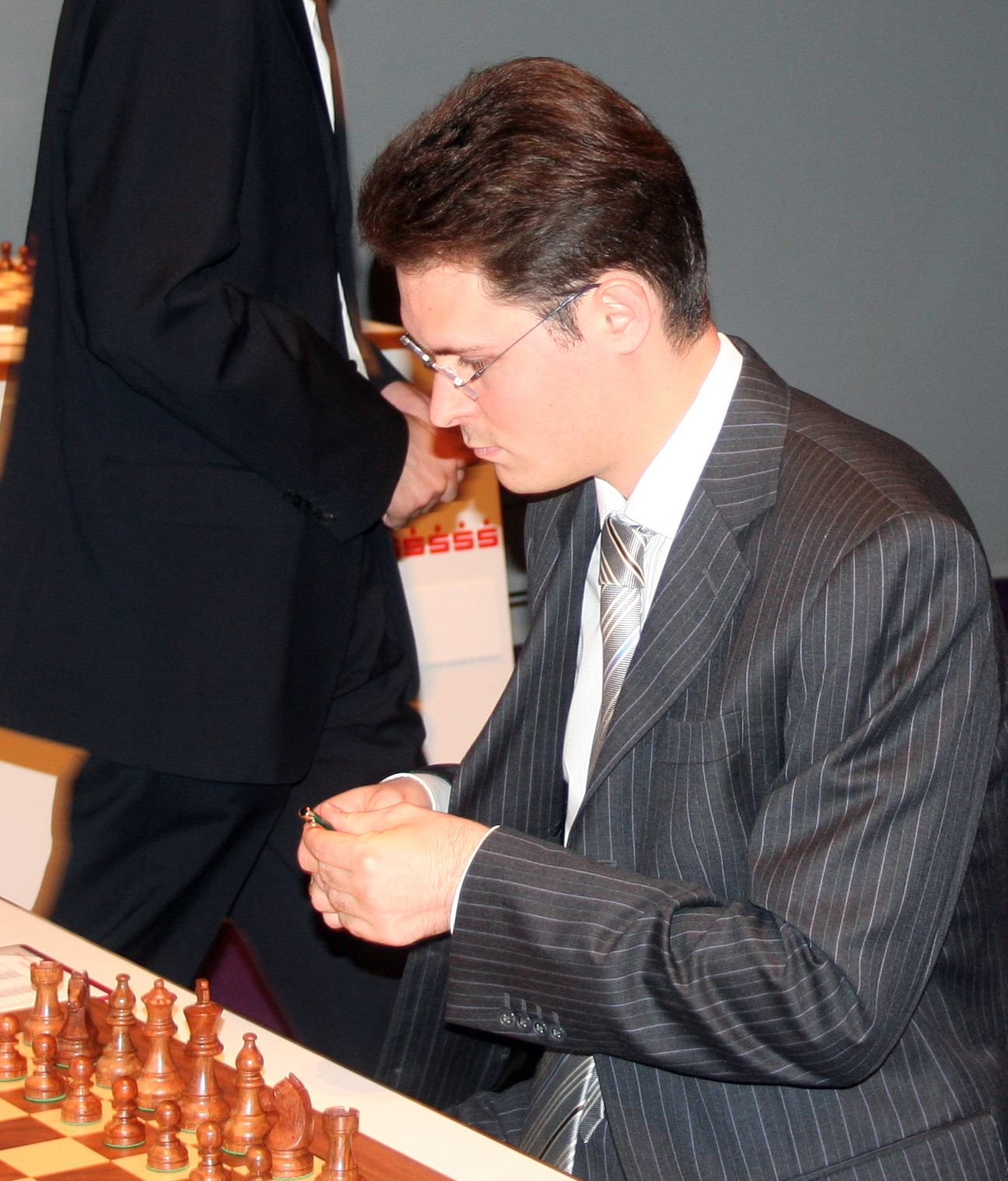
Péter Lékó
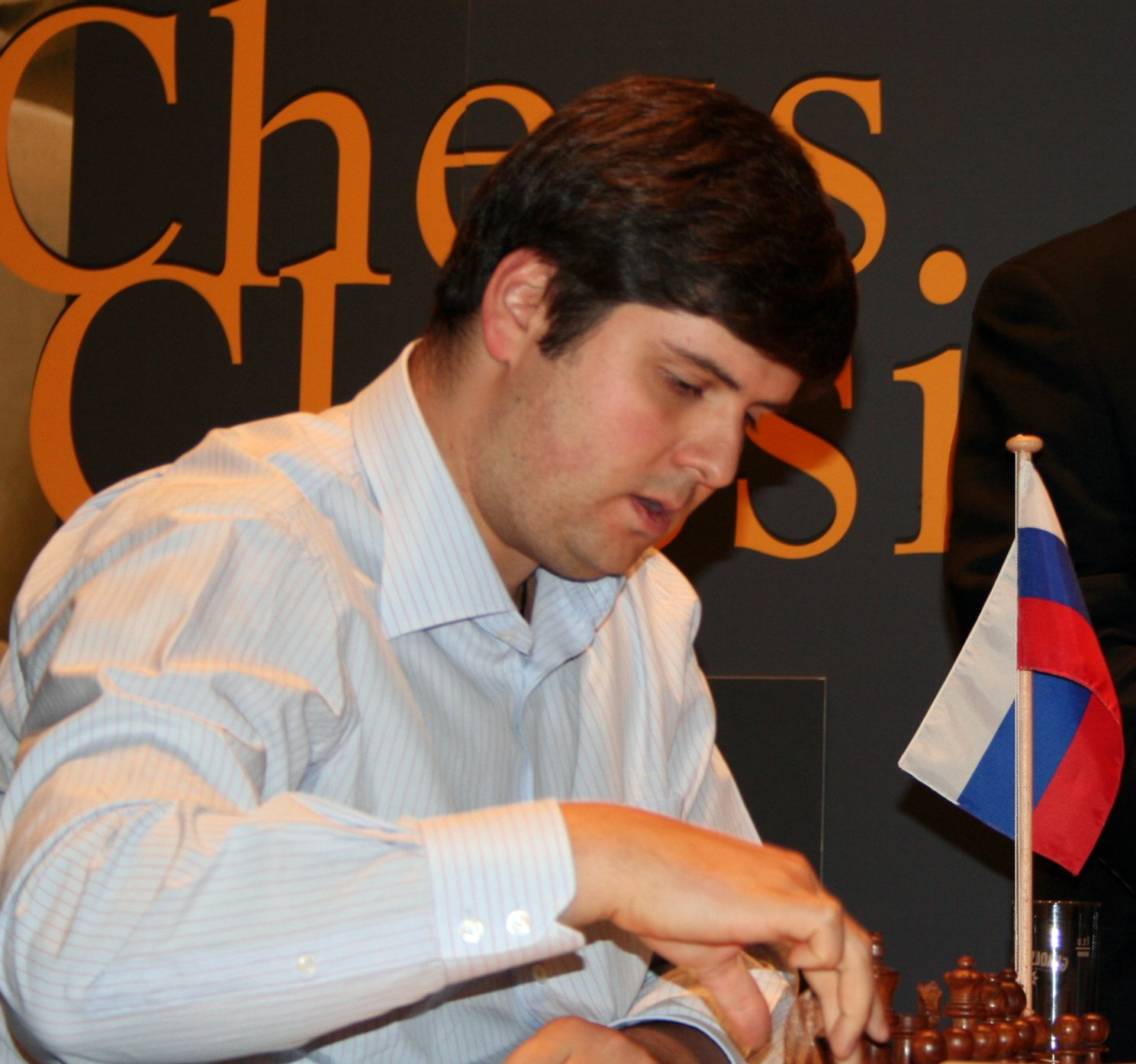
Piotr Svídler

### Piotr Svídler
Piotr Svídler, jugador rus de 29 anys, amb 2740 punts Elo, era quàdruple Campió de Rússia (1994, 1995, 1997 i 2003). Es va classificar per al torneig mercès a la mitjana d'Elo entre les llistes de juliol de 2004 i gener de 2005. El seu segon era Aleksandr Motiliov.

### Judit Polgár
Hongaresa, com Lékó, Judit Polgár també havia estat (el 1991) posseïdora del rècord de persona més jove en assolir el títol de Gran Mestre d'escacs als 15 anys, 4 mesos, i 28 dies. El 2005 tenia 29 anys, i un Elo de 2735 punts. Considerada la millor jugadora de tots els temps, fou la primera dona a accedir a la fase final d'un campionat del món absolut, exceptuant els torneis en format KO de la FIDE. Aquest torneig marcà el seu retorn a la competició després d'un any d'absència per maternitat. Es va classificar per al torneig mercès a la mitjana d'Elo entre les llistes de juliol de 2004 i gener de 2005. El seu segon fou el romanès Mihail Marin.

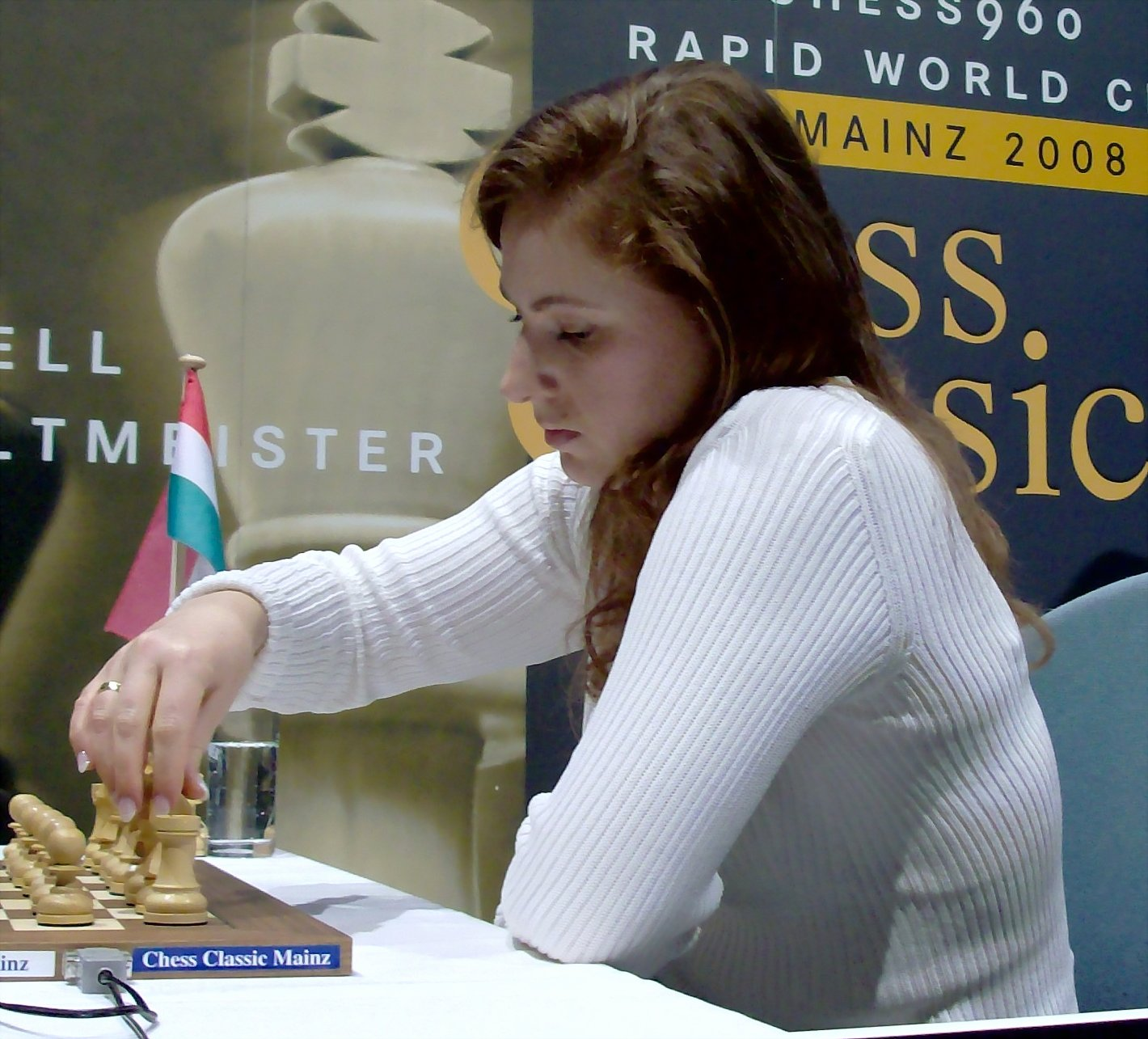
Judit Polgár
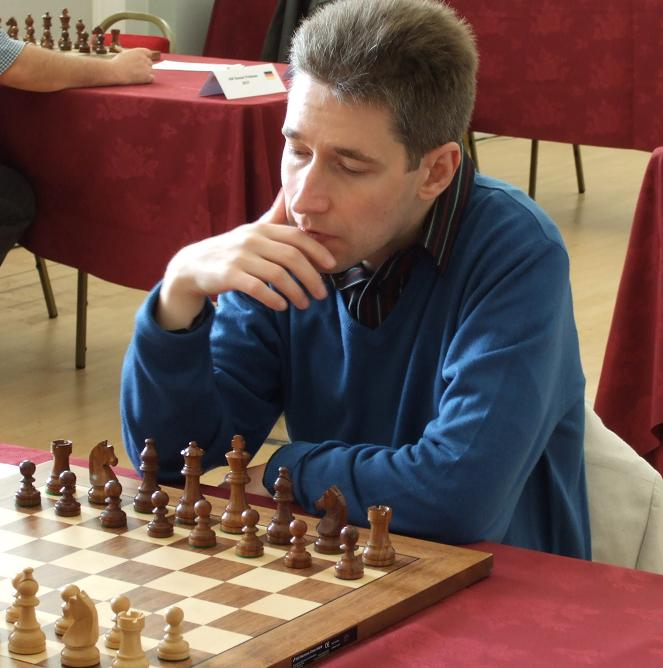
Michael Adams

### Michael Adams
L'any 2005 havia estat difícil pel número 1 anglès, de 34 anys, qui havia passat de tenir 2741 punts Elo el gener (núm. 6 mundial) a 2718 el novembre (núm. 11 mundial). Classificat per al torneig en tant que finalista del Campionat del món de la FIDE de 2004, es va presentar a San Luis sense segon.

### Aleksandr Morozévitx
El rus de 28 anys, va tenir males actuacions durant l'any 2005, cosa que li va costar baixar en les llistes d'Elo des de 2741 punts el gener (número 5 del món) a 2708 el novembre (número 16 del món). És conegut pel seu estil dinàmic i per la seva lluita sense concessions. Es va classificar per al torneig mercès a la mitjana d'Elo entre les llistes de juliol de 2004 i gener de 2005. El seu equip d'analistes estava format per Aleksandr Beliavsky i Vladimir Barsky.

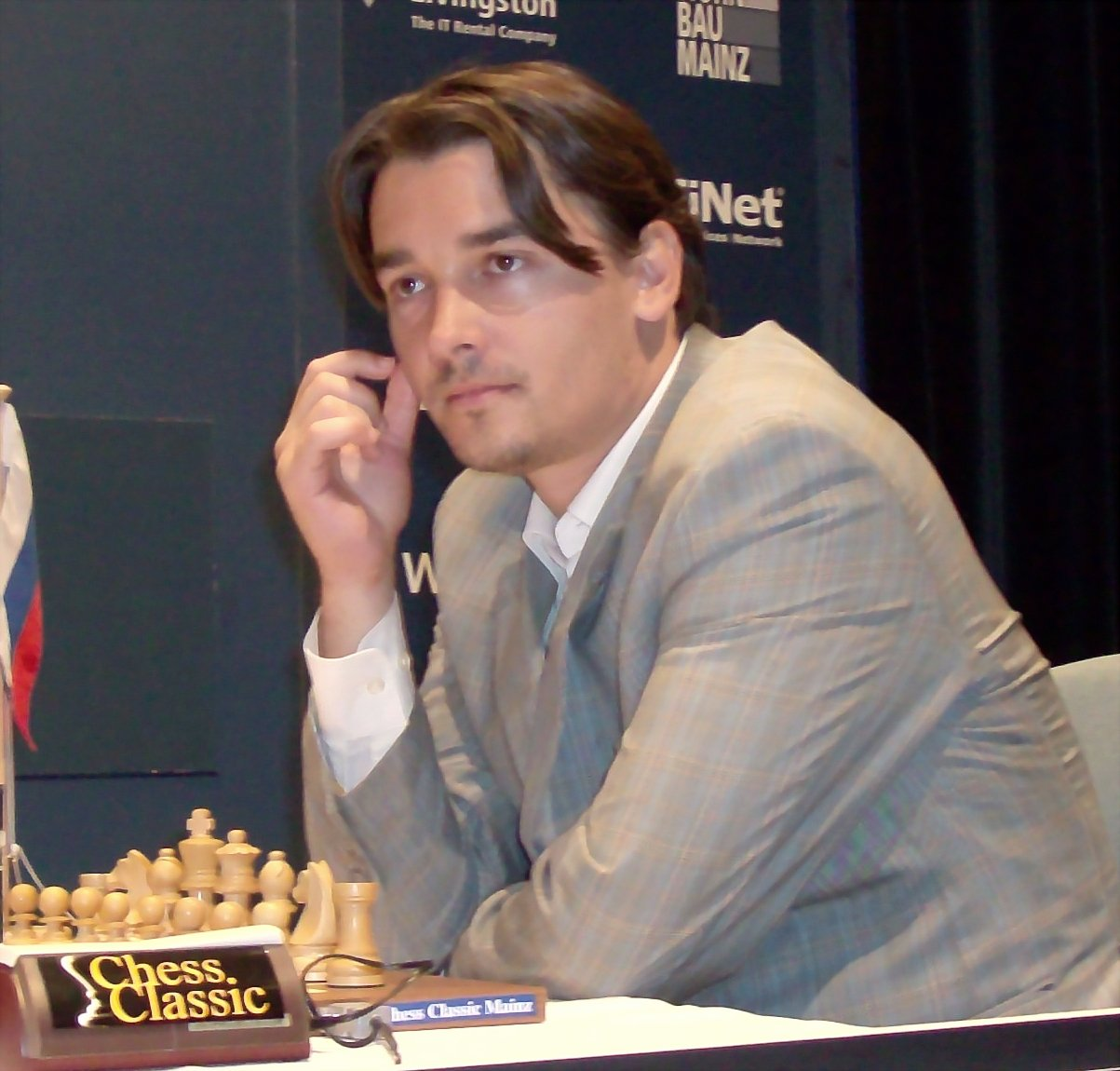
Aleksandr Morozévitx
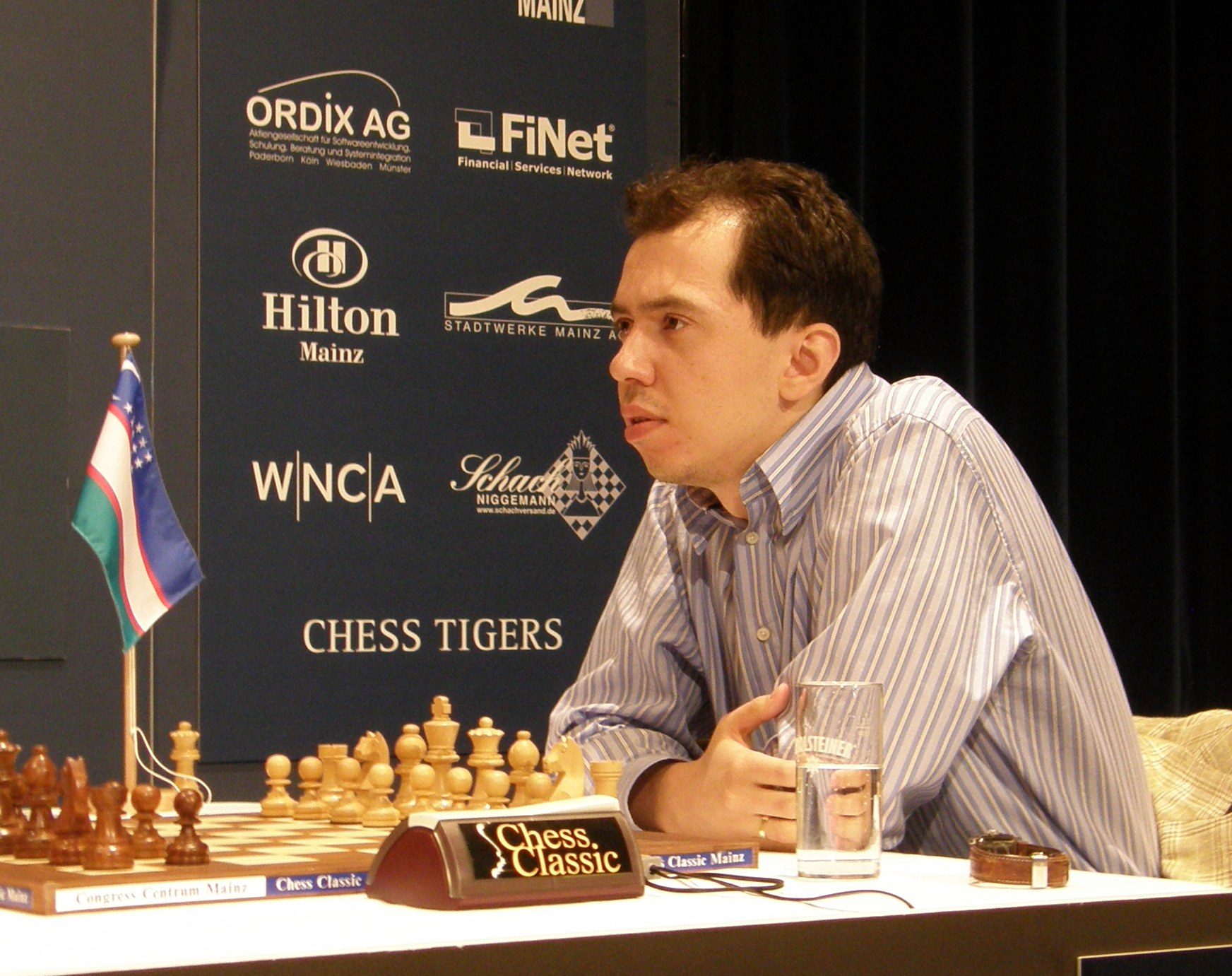
Rustam Kassimdjanov

### Rustam Kassimdjanov
Uzbek de 25 anys era el 33è jugador mundial el novembre de 2005, amb un Elo de 2670. Es va classificar per al torneig en tant que campió del món (regnant) de la FIDE. No tenia cap segon a San Luis.

## Quadre del torneig
| No. | Nom                        | Elo  | 1  | 2  | 3  | 4  | 5  | 6  | 7  | 8  | Total |
| --- | -------------------------- | ---- | -- | -- | -- | -- | -- | -- | -- | -- | ----- |
| 1   | Vesselín Topàlov (BUL)     | 2788 | XX | 1= | == | 1= | 1= | 1= | 1= | 1= | 10    |
| 2   | Piotr Svídler (RUS)        | 2738 | 0= | XX | == | 11 | 1= | == | == | 1= | 8½    |
| 3   | Viswanathan Anand (IND)    | 2788 | == | == | XX | 0= | =1 | 01 | 1= | 11 | 8½    |
| 4   | Aleksandr Morozévitx (RUS) | 2707 | 0= | 00 | 10 | XX | =1 | =1 | == | == | 7     |
| 5   | Péter Lékó (HON)           | 2763 | 0= | 0= | =0 | =0 | XX | =1 | 1= | 1= | 6½    |
| 6   | Rustam Kassimdjanov (UZB)  | 2670 | 0= | == | 10 | =0 | =0 | XX | == | 01 | 5½    |
| 7   | Michael Adams (ANG)        | 2719 | 0= | == | 0= | == | 0= | == | XX | == | 5½    |
| 8   | Judit Polgár               | 2735 | 0= | 0= | 00 | == | 0= | 10 | == | XX | 4½    |

Topalov va fer 6½/7 en una espectacular primera meitat del torneig. A continuació, va entaular totes les partides de la segona meitat del torneig, i es va assegurar de guanyar el títol una ronda abans del final.

## Situació després del torneig
Topalov, en tant que campió del món de la FIDE, es va classificar per enfrontar-se contra Kràmnik en un matx en ocasió del Campionat del món de 2006. Els tres següents, Svídler, Anand i Morozévitx, es van classificar com a candidats per al Campionat del món de 2007.